# Dysderina zinona
Dysderina zinona är en spindelart som beskrevs av Arthur M. Chickering 1968. Dysderina zinona ingår i släktet Dysderina och familjen dansspindlar. Inga underarter finns listade i Catalogue of Life.